# 1085 w polityce
Wydarzenia polityczne w 1085 roku.

## Wydarzenia
- Alfons VI zdobywa muzułmańskie Toledo[1].
- Seldżukowie zdobywają Antiochię[1].
- Wilhelm Zdobywca zarządza przeprowadzenie spisu powszechnego.
- Wratysław II zostaje koronowany na króla Czech[2].

## Zmarli
- 17 lipca Robert Guiscard, książę Apulii, Kalabrii i Sycylii.
- Grzegorz VII na wygnaniu w Salerno[1].
- Herman II, palatyn Lotaryngii.